# Salaunes
Salaunes é uma comuna francesa na região administrativa da Nova Aquitânia, no departamento da Gironda. Estende-se por uma área de 43,15 km². Em 2010 a comuna tinha 1 141 habitantes (densidade: 26,4 hab./km²).